# Arolla
Arolla is een dorp van de gemeente Evolène, gelegen in het kanton Wallis in Zwitserland. Het situeert zich in het uiterste puntje van de Val d'Hérens op een hoogte van 2006 meter.

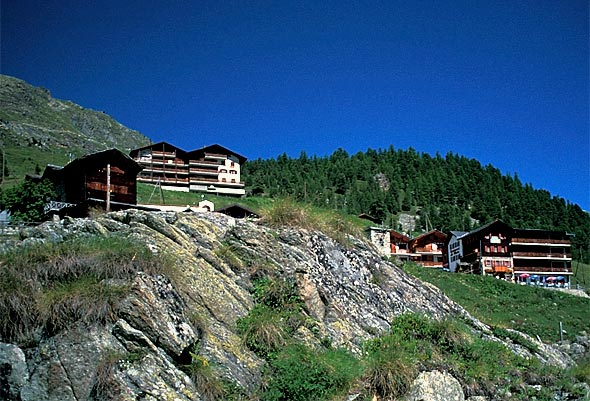
Arolla

Arolla ligt aan de voet van Mont Collon, de Pigne d'Arolla en de Aiguille de la Tsa. Het is een populaire uitvalsbasis voor alpinisten.
Arolla telt een aantal skipistes.